# Spoliarium
Spoliarium (deseori scris greșit Spolarium) este o pictură în ulei pe pânză realizată de pictorul filipinez Juan Luna în 1884, aflată în prezent în colecția Muzeul Național de Arte Frumoase din Manila, Filipine. Luna a petrecut opt luni lucrând la pictura care îi înfățișează pe gladiatorii aflați pe moarte. Pictura a fost prezentată de Luna la Exposición Nacional de Bellas Artes în 1884 la Madrid, unde a obținut prima medalie de aur (din trei). Imaginea recreează o scenă dintr-un circ roman în care gladiatorii morți sunt dezbrăcați haine și deposedați de arme. Împreună cu alte lucrări ale Academiei Spaniole, Spoliarium a fost expus la Roma în aprilie 1884.
În 1886, pictura a fost vândută către Diputación Provincial de Barcelona pentru 20.000 de pesetas. În prezent, se află în galeria principală de la primul etaj al Muzeului Național de Arte Frumoase din Manila și este prima operă de artă care întâmpină vizitatorii la intrarea în muzeu. Muzeul Național îl consideră cel mai mare tablou din Filipine, cu dimensiuni de 4,22 metri x 7,675 metri.
Istoricul filipinez Ambeth Ocampo scrie: „… rămâne faptul că, atunci când Luna și Félix Resurrección Hidalgo au câștigat premiile cele mai importante la Expoziția de la Madrid din 1884, ei au dovedit lumii că indios puteau, în ciuda presupusei lor rase barbare, să picteze mai bine decât spaniolii care i-au colonizat.”

## Jose Rizal și Spoliarium
La o adunare a expatriaților filipinezi la Madrid, José Rizal a susținut cu entuziasm triumfurile obținute de cei doi compatrioți ai săi, celălalt fiind Félix Hidalgo, care a câștigat o medalie de argint, numind-o „proaspătă dovadă a egalității rasiale”.
„Spoliarium-ul lui Luna, cu leșurile sale sângeroase de gladiatori sclavi, fiind târâți departe de arena în care își distraseră asupritorii romani [plătind] cu viața lor... dezbrăcați pentru a satisface disprețul desfrânat al persecutorilor lor romani cu onoarea lor...” Rizal a fost menționat în discursul său că Spoliarium, „întruchipa esența vieții noastre sociale, morale și politice: umanitatea aflată la grea încercare, umanitatea nerăscumpărată, rațiunea și idealismul în luptă deschisă cu prejudecățile, fanatismul și nedreptatea.”

## Revenirea în Filipine
În 1885, pictura a fost cumpărată (pe când era încă la Paris) de guvernul provincial din Barcelona (Diputación Provincial de Barcelona) pentru 20.000 de pesetas, după ce a fost expusă la Roma, Madrid și Paris. A fost transferat la Museo del Arte Moderno din Barcelona în 1887, unde a fost depozitat până când muzeul a fost ars și jefuit în timpul Războiului Civil Spaniol din 1937. La ordinele generalisimului Francisco Franco, pictura deteriorată a fost trimisă la Madrid pentru restaurare, unde a stat 18 ani. Cererile pentru transferul picturii la Manila de către filipinezi și spanioli simpatizanți în anii 1950 l-au determinat pe general să ordone finalizarea restaurării picturii și eventuala donație către Filipine. Pictura a fost predată ambasadorului Nieto în ianuarie 1958, după lucrările de restaurare efectuate la sfârșitul anului 1957.
Spoliarium a fost trimis în Filipine în 1958 drept cadou din partea guvernului Spaniei la ordinele lui Francisco Franco. Din cauza dimensiunii sale, pictura a fost împărțită în trei bucăți, fiecare piesă fiind transportată în propria ladă de transport. Pictura a fost montată pe un cadru de lemn la clădirea Departamentului de Afaceri Externe de atunci (clădirea actuală a Departamentului de Justiție din iunie 2020) de pe strada Padre Faura. Artistul Antonio Dumlao a fost ales de Carlos da Silva, în funcția de șef al Comisiei Centenarului Juan Luna, pentru a efectua refacerea și curățarea picturii. Lucrările de montare, încadrare și arhitectură au fost realizate de Carlos da Silva. Un Spoliarium recent restaurat a fost apoi prezentat în Sala Steagurilor Departamentului de Afaceri Externe în decembrie 1962.
Pictura a fost curățată de Suzanno „Jun” Gonzalez în 1982. În 2005, o altă restaurare a fost făcută de Art Restoration and Conservations Specialists Inc., condusă de pictorul June Poticar Dalisay.